# Семья из леса
Семья из леса (англ. Alaskan Bush People) — американский реалити-сериал о попытках многодетной семьи Браунов выжить в дикой природе, оторванной от современного общества.
Действие первых сезонов происходило в районе острова Чичагова, а последующие сезоны снимались в штате Вашингтон. Шоу «Семья из леса» получило много критических отзывов за чрезмерную постановочность.
Премьера сериала состоялась на канале Discovery 6 мая 2014 года.

## Сезоны
| Сезон | Сезон | Число эпизодов | Выход в эфир    | Выход в эфир      |
| Сезон | Сезон | Число эпизодов | Начало показа   | Завершение показа |
| ----- | ----- | -------------- | --------------- | ----------------- |
|       | 1     | 5              | 6 мая 2014      | 15 июня 2014      |
|       | 2     | 9              | 19 декабря 2014 | 20 февраля 2015   |
|       | 3     | 11             | 22 мая 2015     | 7 августа 2015    |
|       | 4     | 10             | 4 ноября, 2015  | 6 января 2016     |
|       | 5     | 13             | 29 апреля 2016  | 29 июля 2016      |
|       | 6     | 13             | 7 декабря 2016  | 15 марта 2017     |
|       | 7     | 8              | 21 июня 2017    | 23 августа 2017   |
|       | 8     | 8              | 19 августа 2018 | 30 сентября 2018  |
|       | 9     | 5              | 3 марта 2019    | 31 марта 2019     |
|       | 10    | 6              | 4 августа 2019  | 8 сентября 2019   |
|       | 11    | 8              | 4 декабря 2019  | 29 января 2020    |
|       | 12    | 8              | 23 августа 2020 | 11 октября 2020   |
|       | 13    | 11             | 9 сентября 2021 | 21 ноября 2021    |

## Участники шоу
| Роль | Имя           | Полное имя                          | Дата рождения                   |
| ---- | ------------- | ----------------------------------- | ------------------------------- |
| Отец | Билли Браун   | Билли Брайан Браун                  | 3 декабря 1952 — 7 февраля 2021 |
| Мать | Ами Браун     | Амора Ларин Брэнсон Браун           | 28 августа 1963                 |
| Сын  | Мэтт Браун    | Мэтью Джереми Браун                 | 7 сентября 1982                 |
| Сын  | Бэм Бэм Браун | Джошуа Бэм Бэм Браун                | 18 сентября 1984                |
| Сын  | Бэр Браун     | Соломон Исайя Фридом Браун          | 10 июня 1987                    |
| Сын  | Гэб Браун     | Гэбриел Старбак Браун               | 15 декабря 1989                 |
| Сын  | Ноа Браун     | Ноа Дарклауд Браун                  | 18 июля 1992                    |
| Дочь | Бёрди Браун   | Амора Джин Сноубёрд Браун           | 18 ноября 1994                  |
| Дочь | Рэйни Браун   | Мэри Кристмэс Кэтрин Рейндроп Браун | 23 ноября 2002                  |

## Скандалы
Билли Браун имел проблемы с полицией в 1980 году из-за кражи лошадей.
Ами Браун была уличена в мошенничестве в сфере социального обеспечения!
3 октября 2014 года Департамент доходов Аляски провёл расследование. По его итогам семье Браун было предъявлено обвинение в 60 случаях фальсификации для получения дивидендов, которые полагаются жителям полуострова в период с 2009 и 2012 годами. Билли Брауну предъявили обвинение в 24 из этих эпизодов. Он был признан виновным в незаконном получении более чем 21 000 долларов США в виде дивидендов.